# Karl Kark
Karl Kark (Hellenurme, 3. siječnja 1883. – Tallinn, 1. prosinca 1924.), estonski je inženjer i političar, najpoznatiji kao ministar cesta (prometa) u vladi Državnog starješine Friedricha Akelija. 
Godine 1901. maturirao je u Tartuu, nakon čega upisuje prometni fakultet u Sankt Peterburgu, gdje diplomira kao inženjer 1911. godine. Za vrijeme studija bio je jedan od osnivača Udruge nordijskih studenata, koja će kasnije prerasti u Društvo petrogradskih studenata Estonije, na čijem će čelu biti Viktor Kingissepp i Jaan Anvelt. Prije povratka u domovinu u studenome 1920. godine, Kark je radio kao inženjer prometa u Rusiji. 
Kao školovani inženjer, zaposlio se kao pomoćnik u Ministarstvu cesta. Nekoliko mjeseci kasnije, Kark je 6. travnja 1921. imenovan zamjenikom ministra, a 23. ožujka 1924. i  ministrom cesta u vladi Državnog starješine Friedricha Akelija. Za vrijeme njegova mandata došlo je do izgradnje temelja za radio komunikaciju u Estoniji, kao i objedinjenja svih željeznica pod jedinstvenu upravu. Ipak, njegova najvažnija ministarska odluka u perspektivi, bilo je uvođenje struje u dijelove estonske željeznice, što će se pokazati kao temelj razvoja željezničkog prometa u zemlji. 
Dana 1. prosinca 1924., Karl Kark je dobio obavijest da je sav promet na estonskom glavnom kolodvoru zaustavljen. Ne znajući da je u tijeku pokušaj puča, Kark se osobno odvezao do kolodvora da ispita situaciju, međutim na stepenicama kolodvora dočekao ga je pučist i propucao ga. Kark je ubrzo preminuo od posljedica ranjavanja. Ironično je kako je predvodnik puča bio upravo Jaan Anvelt, Karkov kolega iz studentskih dana. Pokopan je u Tallinnu.